# Ellis Kaut

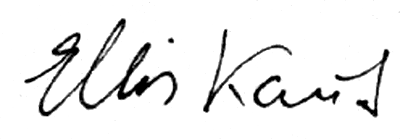
Autogramm (undatiert)

Elisabeth „Ellis“ Kaut (* 17. November 1920 in Stuttgart; † 24. September 2015 bei Fürstenfeldbruck) war eine deutsche Kinderbuchautorin, die durch die Erfindung des Pumuckl international sehr erfolgreich wurde. Darüber hinaus verfasste sie Novellen für Erwachsene und einige Bildbände.

## Leben und Wirken
Ellis Kaut kam durch den Umzug ihrer Eltern, eines Münchener Bank-Prokuristen und einer schwäbischen Bauerntochter, in ihrem zweiten Lebensjahr nach München. Im Alter von 17 Jahren wurde sie 1938 zum ersten offiziellen Münchner Kindl gekürt. Nach der Schule absolvierte sie ein zweijähriges Schauspielstudium und bekam ein Engagement an das Residenztheater in Wiesbaden.
Mit 19 Jahren heiratete sie am 21. November 1939 den Schriftsteller Kurt Preis und blieb in München; die gemeinsame Tochter Ursula wurde im März 1945 geboren und war bis zu dessen Tod 2020 mit dem Maler Brian Bagnall verheiratet. Nach ihrer Schauspielausbildung studierte Ellis Kaut bis 1944 Bildhauerei an der Akademie der Bildenden Künste München. Seit 1948 war sie freie Schriftstellerin und übernahm in den 1950er und 1960er Jahren Sprechrollen bei Hörspielen. Beim Bayerischen Rundfunk betreute sie Kindersendungen und schrieb dafür auch Manuskripte, unter anderem  ab 1954 bis 1961 im zweiwöchentlichen Rhythmus die Geschichten vom Kater Musch.
1962 erfand sie die Figur Pumuckl – als Hörspiel im Bayerischen Rundfunk gesendet –, für die sie hauptsächlich bekannt wurde. Daneben widmete sie sich jedoch stets auch der Malerei und der Fotografie. Im Gegensatz zu diesen Tätigkeiten sei das Schreiben für sie stets harte Arbeit gewesen, sagte sie 2010 in einem Interview. Zu ihren literarischen Werken habe sie immer eine große Distanz gehabt. Mit ihrer Stiftung zur Förderung des Lesens und der Jugendliteratur regte sie zur Beschäftigung mit Büchern ihres Genres an.
Ellis Kaut war seit 1991 verwitwet und lebte im Alter im Münchner Stadtteil Obermenzing. Sie starb nach langer Krankheit am 24. September 2015 im Alter von 94 Jahren in einem Pflegeheim nahe Fürstenfeldbruck.

Die letzte Ruhestätte von Ellis Kaut befindet sich auf dem Waldfriedhof des Münchener Stadtteils Obermenzing (Grabfeld 24).

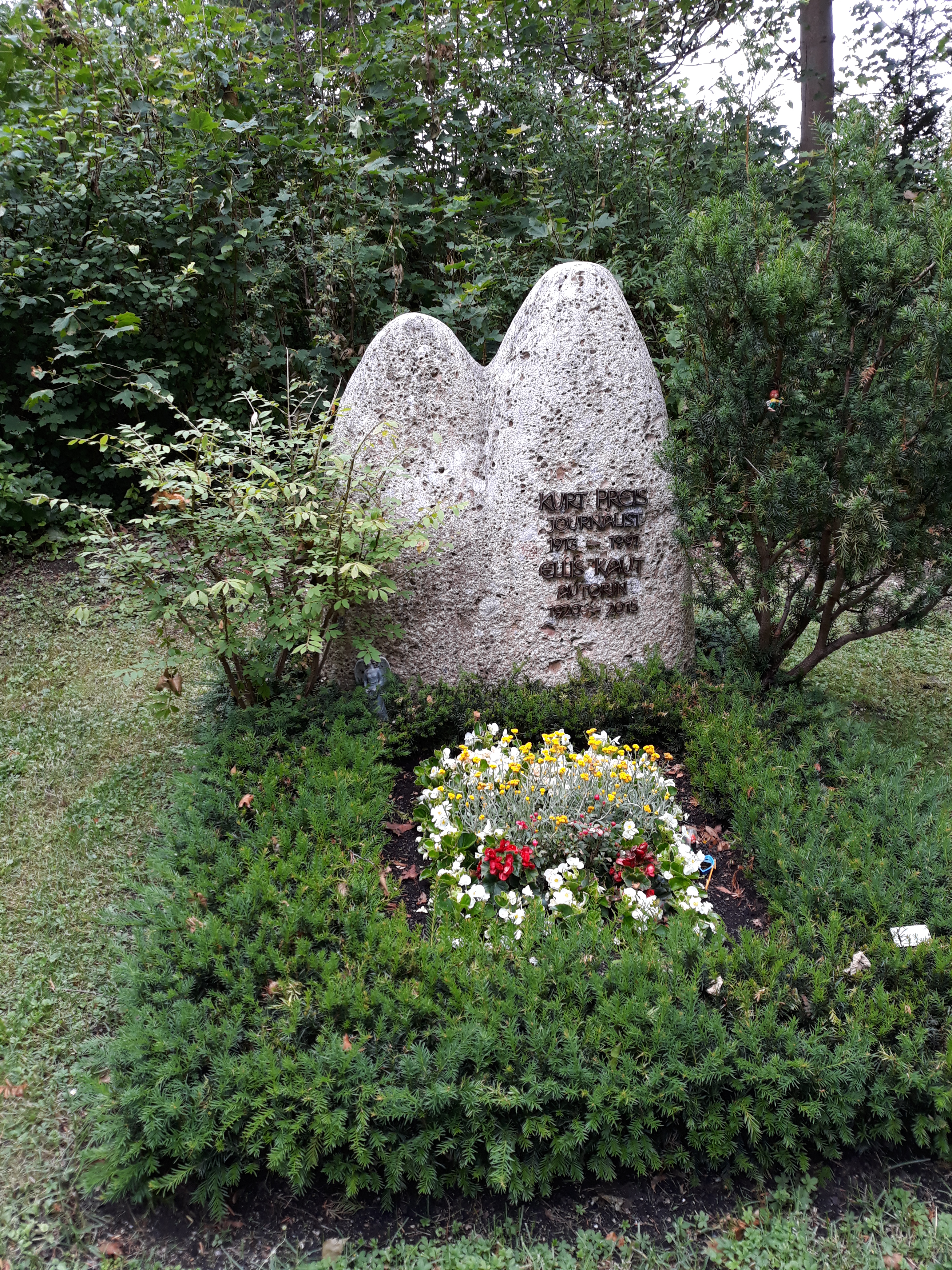
Das Grab von Ellis Kaut und Ehemann Kurt Preis, Friedhof Obermenzing, München.

Am 6. Juli 2017 wurde im Münchener Neubaugebiet Freiham die Ellis-Kaut-Straße nach ihr benannt.
Das Museum Fürstenfeldbruck zeigte vom 18. November 2022 bis zum 27. August 2023 in der Ausstellung Pumuckl und mehr – Ellis Kaut zum 102. alles rund um den Pumuckl, Kaut und weitere Künstler.

## Pumuckl, der Kobold
Kaut ist die Autorin der Geschichten über den Kobold Pumuckl, der bei Schreinermeister Eder allerlei Spuk in dessen Werkstatt treibt. Zunächst 1962 als Hörspiel vom Bayerischen Rundfunk gesendet, fanden die Pumuckl-Geschichten bei Kindern auch als Buch, Schallplatte/Kassette, CD oder DVD und als Fernsehserie Anklang. Insgesamt entstanden rund 100 Geschichten, in denen Pumuckl für Aufregung und Verwicklungen zuständig ist. Die 52-teilige Fernsehserie sowie die Hörspielreihe mit Alfred Pongratz und später Gustl Bayrhammer als Meister Eder und Hans Clarin, der Pumuckl seine Stimme lieh und 2002 selbst den Erben und Cousin des Meister Eder spielte, sorgten für bundesweite Bekanntheit der Figur. Wie Kaut in der Sendung Montagsmaler vom 22. November 1983 selbst erklärte, war „Pumuckl“ der ihr von ihrem Mann gegebene Spitzname.
Im oberbayerischen Ohlstadt entstand ein Pumuckl-Museum, ebenso in der niedersächsischen Gemeinde Hagen im Bremischen (Pumuckl-Museum in Uthlede).

## Weitere Werke
Neben dem Pumuckl sind auch die Geschichten vom Kater Musch sowie die Fehlerteufelgeschichten einem breiteren Publikum bekannt. 1973 entstand das Hörspiel Racket Billy und der rote Sand. Zudem stammt von ihr das Kinderbuch Schlupp vom grünen Stern, das 1974 im Südwest-Verlag erschien und 1986 vom Marionettentheater Augsburger Puppenkiste verfilmt wurde. Außerdem veröffentlichte sie Bildbände mit selbst erstellten Fotografien, beispielsweise München zu jeder Jahreszeit (1990) und Gleich hinter München – das Land Ludwig Thomas (1993). 2009 veröffentlichte sie ihre Autobiografie Nur ich sag ich zu mir.
Im hohen Alter war Kaut hauptsächlich als Bildhauerin, Malerin und Fotografin aktiv.

## Erstveröffentlichungen

### Kinder

#### Geschichten vom Kater Musch
- Etwa 150 Radio-Hörspielfolgen im Bayerischen Rundfunk von 1954 bis 1961
- Zwei Bände: Musch macht Geschichten, München: Manz 1957 und Neue Geschichten vom Kater Musch. Stuttgart: Herold Verlag 1968[17]

#### Meister Eder und sein Pumuckl
- 90 Radio-Hörspielfolgen im Bayerischen Rundfunk von 21. Februar 1962 bis 30. Dezember 1973
- 11 Bände mit 66 Geschichten. Nr. 1–10 von 1965 bis 1978 im Herold Verlag (Stuttgart), Nr. 11 1991 im Lentz Verlag (München)[18]

#### Weiteres
- Der kluge Esel Theobald. Stuttgart: Herold-Verlag Brück, 1972. ISBN 978-3880101357.
- Schlupp vom grünen Stern. München: Südwest-Verlag, 1974. ISBN 978-3880101302.
- Flibutz. München: Lentz 1984. ISBN 978-3880101296.
- Flaps der Fehlerflips. München: Lentz 1986. ISBN 978-3880101463.[19]

### Erwachsene
- Zum Sterben begnadigt – Ein bayerisches Hörspiel. Text: Ellis Kaut mit Kurt Preiss. Komposition: Winfried Zillig, Regie: Alois Johannes Lippl. Erstsendung am 25. November 1956[20]
- Die Ohren des Herrn Morose. Komödie in drei Akten nach Ben Jonsons Epicoene, Regie: Dieter Reible. Uraufführung des Thalia Theater Hamburg am 22. Mai 1963 im Rokokotheater Schwetzingen[21]
- Der Nymphenburger Park, nymphenburger 1987 (Bildband)
- München zu jeder Jahreszeit, nymphenburger 1990 (Bildband)
- Gleich hinter München. Das Land Ludwig Thomas, nymphenburger 1992 (Bildband)
- Island. Eine Reise, nymphenburger 1998 (Bildband)[22]
- Nur ich sag ich zu mir. Mein Leben mit und ohne Pumuckl. Langen Müller 2009, ISBN 978-3-7844-3194-9 (Autobiografie)

## Ehrungen und Auszeichnungen
- 1955: Bayerischer Hörspielpreis
- 1971: Schwabinger Kunstpreis

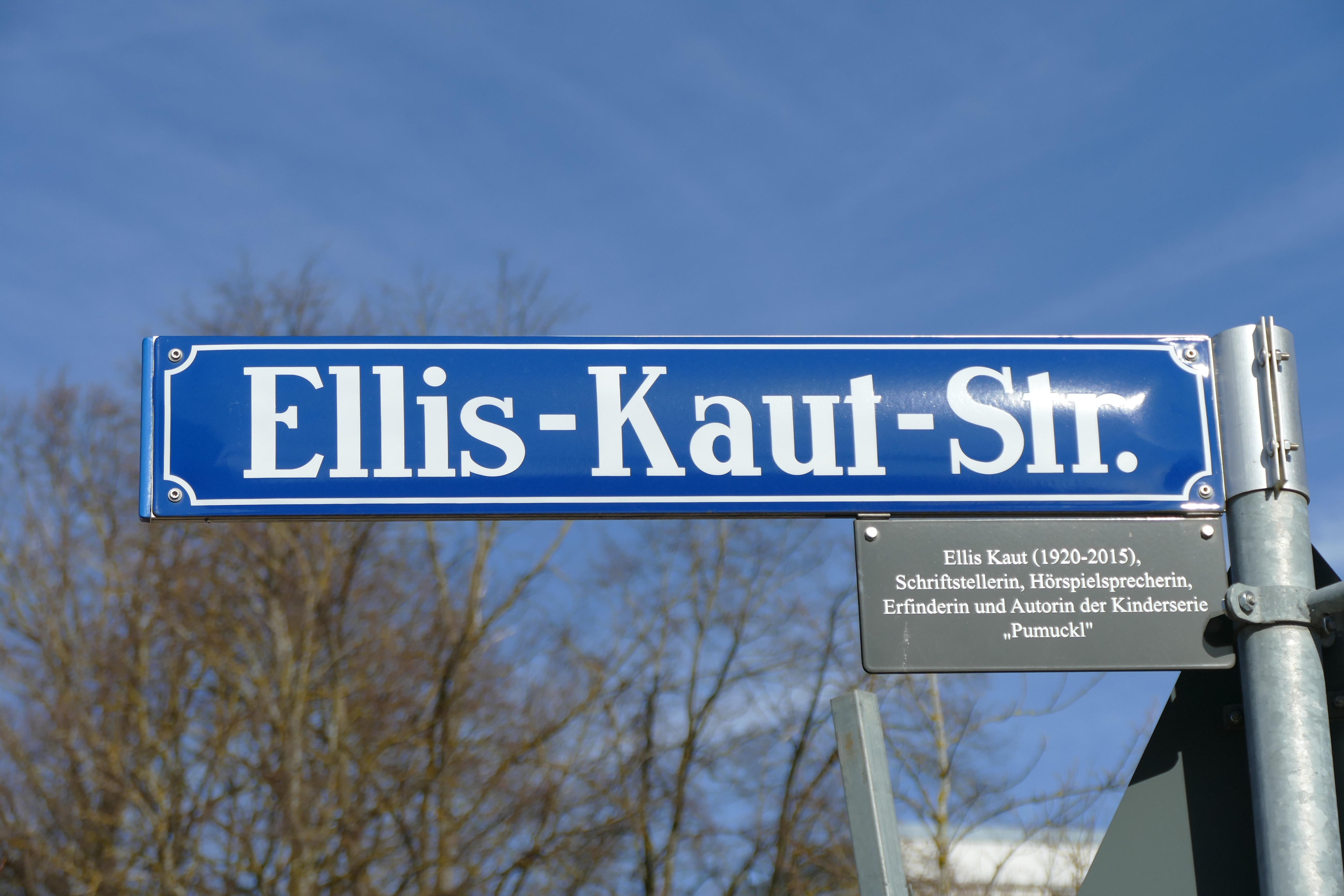
Straßenschild der Ellis-Kaut-Straße in Freiham

- 1980: Verdienstkreuz 1. Klasse des Verdienstordens der Bundesrepublik Deutschland
- 1980: Medaille „München leuchtet“
- 1984: Ernst-Hoferichter-Preis
- 1985: Bayerischer Verdienstorden
- 1992: Bayerischer Poetentaler
- 1999: Oberbayerischer Kulturpreis
- 2001: Pro meritis scientiae et litterarum
- 2002: Bayerische Verfassungsmedaille in Silber

In München wurde 2017 die Ellis-Kaut-Straße benannt.